# Luis Pérez Gómez
Luis Pérez Gómez (Guadalajara, 1922 - Normandía, 1944) fue un militar mexicano que participó en la Segunda Guerra Mundial.

## Biografía
Nacido en la ciudad de Guadalajara en 1922. Pérez Gómez siempre soñó con ser piloto aviador y pasó la infancia jugando en la azotea de su casa, donde fabricaba hangares de cartón para sus avioncitos de plomo. A los 19 años de edad y pese a la férrea oposición paterna (su madre había muerto tiempo atrás), marchó a la Ciudad de México, ilusionado con estudiar aviación. Como no tuvo dinero para costearse la carrera partió a Canadá cuando supo que allá podría entrenarse sin desembolsar un dólar. No sabía inglés y sólo llevaba consigo unos cuantos pesos, regalo de su abuela, pero gracias al apoyo de un diplomático mexicano, en 1942 lo admitieron en la escuela de la Real Fuerza Aérea Canadiense (RCAF).
Mientras aprendía a volar y a hablar inglés, Pérez Gómez tuvo tiempo de enamorar a una condiscípula canadiense llamada Dorothy Pratt, con la cual no llegó a casarse pero estableció sólida relación. Luego la guerra los separó: graduado con excelentes calificaciones, en 1943 se embarcó rumbo a Europa para combatir en el frente: Él no deseaba ser soldado, sólo quería volar.
El joven Luis lo hizo con frecuencia: a partir de enero de 1944 participó en varias batallas aéreas, obteniendo 3 medallas por su valentía. Según las bitácoras, el mexicano (no se nacionalizó canadiense) fue derribado en 3 Ocasiones. La primera, volaba sobre el Canal de la Mancha y sobrevivió al lanzarse en paracaídas; la segunda vez cayó en territorio francés ocupado por los alemanes, pero lo rescató la Resistencia. La última no tuvo tanta suerte.
El 16 de junio de 1944, Pérez Gómez y sus camaradas del escuadrón 433 de la RCAF, basado en Inglaterra, abordaron sus aviones Spitfire para apoyar a las tropas aliadas que 10 días antes habían desembarcado en Normandía (al norte de Francia) en el famoso «Día D». el cual marcó el inicio de la debacle para los alemanes.
A las 5 de la tarde, sobre suelo francés, la artillería nazi derribó el avión de Pérez Gómez sobre un campo de chícharos. Los pobladores del lugar sepultaron rápidamente a Luis despojándolo de sus insignias de la RCAF y cualquier otro documento que lo identificara, haciéndolo pasar como lugareño a fin de evitar que sus restos fueran recogidos por el ejército alemán, situación por la que quedó sepultado en calidad de desconocido.
La única referencia entregada por Pérez a sus superiores fue la dirección de su novia canadiense: -"A fines de junio de 1944 recibí un telegrama del gobierno diciéndome que Luis estaba desaparecido y probablemente muerto" -recuerda la señora Pratt, hoy de avanzada edad. A partir de entonces ella trató de localizar infructuosamente a algún familiar de su malogrado novio y, terminada la guerra, comenzó la búsqueda del cuerpo.
En 2001 descubrió en los archivos de la comisión para tumbas de guerra de la Commonwealth que, en junio de 1944, un par de pilotos de la RCAF habían sido sepultados en el pequeño cementerio de Sassy en calidad de «desconocidos». Tras fatigosas pesquisas Pratt logró hablar con algunos aldeanos que recordaban a un aviador que no parecía canadiense y según sus documentos tenía apellido español.

## Homenaje
El 16 de junio de 2004 el pueblo de Sassy rindió homenaje a Pérez Gómez junto con Dorothy Pratt, su antigua novia casada con un oficial de armada canadiense, y representantes de la embajada de México en Francia. Los 200 habitantes de Sassy rindieron homenaje a Pérez Gómez por un acto ejecutado 60 años atrás: morir en defensa de Francia. Piloto de la Real Fuerza Aérea Canadiense durante la Segunda Guerra Mundial. 
Durante la ceremonia, el alcalde de Sassy aseveró:

Es importante homenajear a este hombre llegado de tan lejos a luchar por nosotros. Hubiera podido quedarse en casa, pero vino a ayudarnos. No lo olvidamos y queremos que nuestros hijos lo conozcan y lo recuerden.

El flying officer Luis Pérez Gómez fue el único mexicano que combatió en la batalla por Normandía bajo su nacionalidad de origen.